# Campoplex homonae
Campoplex homonae är en stekelart som först beskrevs av Jinhaku Sonan 1930.  Campoplex homonae ingår i släktet Campoplex och familjen brokparasitsteklar. Inga underarter finns listade.